# Hopen, Møre og Romsdal
Hopen är en by i Smøla kommun i Møre og Romsdal fylke i Norge. Byn ligger där fylkesväg 669 möter fylkesväg 6200 på den norra delen av ön Smøla och utgör kommunens centralort.
Tidigare har byn utgjort centralort i dåvarande Hopens kommun.